# Alerta Aéreo Antecipado
O Alerta Aéreo Antecipado, ou mais conhecido pela sigla AEW, do inglês Airborne Early Warning, é um sistema de radares acoplados a um avião com o objetivo de detectar outros aviões, utilizado tanto para operações defensivas como ofensivas. A partir de elevadas altitudes, é possível distinguir entre aeronaves amigas ou inimigas a grandes distâncias.

## Sistemas AEW
Alguns dos sistemas AEW existentes são o Boeing E-3 Sentry, o Northrop Grumman E-2 Hawkeye e o Embraer EMB-145 AEW&C (Alerta Aéreo Antecipado e Controle).
Tanto o E-3 Sentry como o EMB-145 AEW&C são aviões civis adaptados para operações militares. O primeiro é um Boeing 707 com radares e outros equipamentos de reconhecimento aéreo e vigilância, enquanto segundo foi desenvolvido a partir do Embraer ERJ-145, com sistemas de radar multimissão, controle e comunicações.
O E-2 Hawkeye iniciou suas operações em 1965, sendo o sistema AEW mais utilizado mundialmente.